# Ferrari 250
La 250 è una famiglia di autovetture costruite dalla Ferrari tra il 1952 e il 1965. È stata la serie con i modelli di maggior successo, tra le prime autovetture introdotte dalla Casa automobilistica del cavallino rampante, e fu sviluppata in diverse versioni e serie.  
Il numero 250, come da tradizione Ferrari, indica la cilindrata unitaria del singolo cilindro, del classico motore V12 di progettazione Gioachino Colombo (il tipo 125, originariamente), arricchito dagli apporti di Aurelio Lampredi per raggiungere in questo caso i 3 litri di cilindrata totale.
La 250 S è stata la capostipite della famiglia, che fu derivata dalla 225 S. Le ultime serie 250 GT, furono sostituite in pratica dalla 275 GTB e dalla serie 330.

## Similitudini tra le varie serie

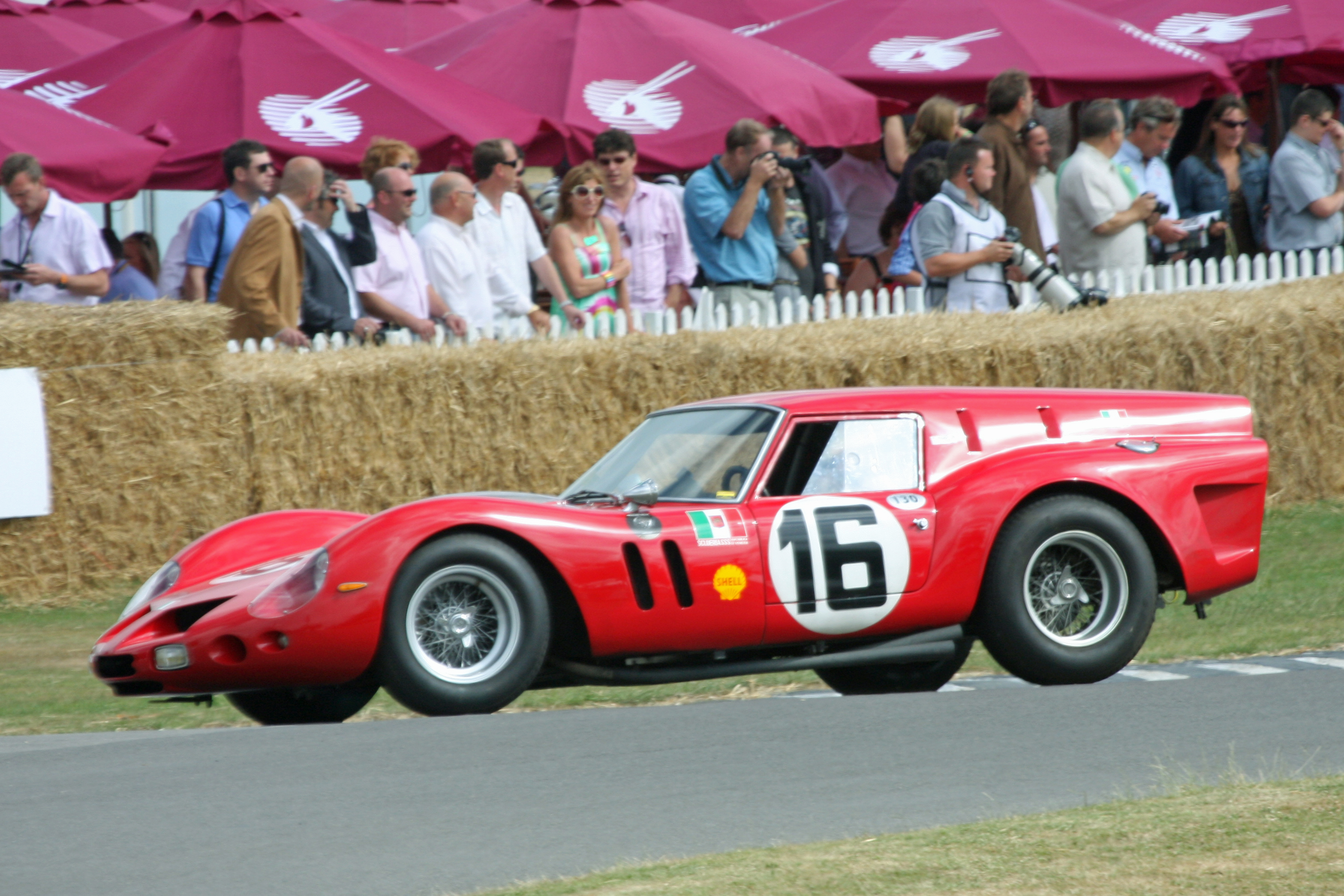
Ferrari 250 GT Drogo, più conosciuta come "Breadvan " (furgone del pane). Esemplare unico per le competizioni, realizzato da Piero Drogo e Giotto Bizzarrini, su telaio Ferrari 250 passo corto (SWB), per conto della Scuderia Serenissima di Giovanni Volpi, nel 1962

Molte delle 250 condividevano lo stesso telaio ed erano disponibili in due versioni con diverso passo, oltre a quello “super-corto” della 250 S di 2250 mm: a passo corto da 2400 mm, conosciuto dagli appassionati anche come “SWB” (short wheel base ), oppure a passo lungo da 2600 mm, conosciuto anche come “LWB” (long wheel base ). E molte delle versioni da competizione e versioni cabriolet o spider, usavano il telaio a passo corto. 
Tutte le 250 condividevano lo stesso motore, cioè il propulsore V12 a 60° da 2953,21 cm³, solitamente anteriore e longitudinale, originariamente progettato da Gioachino Colombo in versione 1,5 litri (chiamato “tipo 125”). Il 3 litri aveva una cilindrata mediamente bassa, per il periodo in cui era realizzato e per il tipo di vettura, ma la sua leggerezza e la considerevole potenza erogata, 230 CV o 169 kW (in versione base), facevano la differenza sulla concorrenza. Il propulsore pesava parecchi chilogrammi in meno, rispetto a quelli installati sulle varie auto dell'epoca; per esempio, pesava quasi la metà dei motori Jaguar XK6 a sei cilindri in linea da 3,4 litri e da soli 160 CV o 118 kW. Infatti, il leggero e potente V12 Ferrari portò le varie 250 a numerose vittorie nelle competizioni. In alcuni modelli di 250, il motore fu montato centralmente, come ad esempio sulla Drogo. Tuttavia, alcune 250 nate con questo motore, poi utilizzarono una cilindrata maggiorata, pur mantenendo il nominativo 250; anche se invece alcune fonti parlano di modelli 275. 

## I modelli da competizione
Il motore progettato da Gioachino Colombo, fece il suo debutto nelle corse, in anticipo di tre anni rispetto al lancio della 250 da strada; e questo era tipico della Ferrari, che lanciava le sue vetture prima nelle competizioni e poi le vendeva per uso stradale.

### L'antenata 225 S (1952)

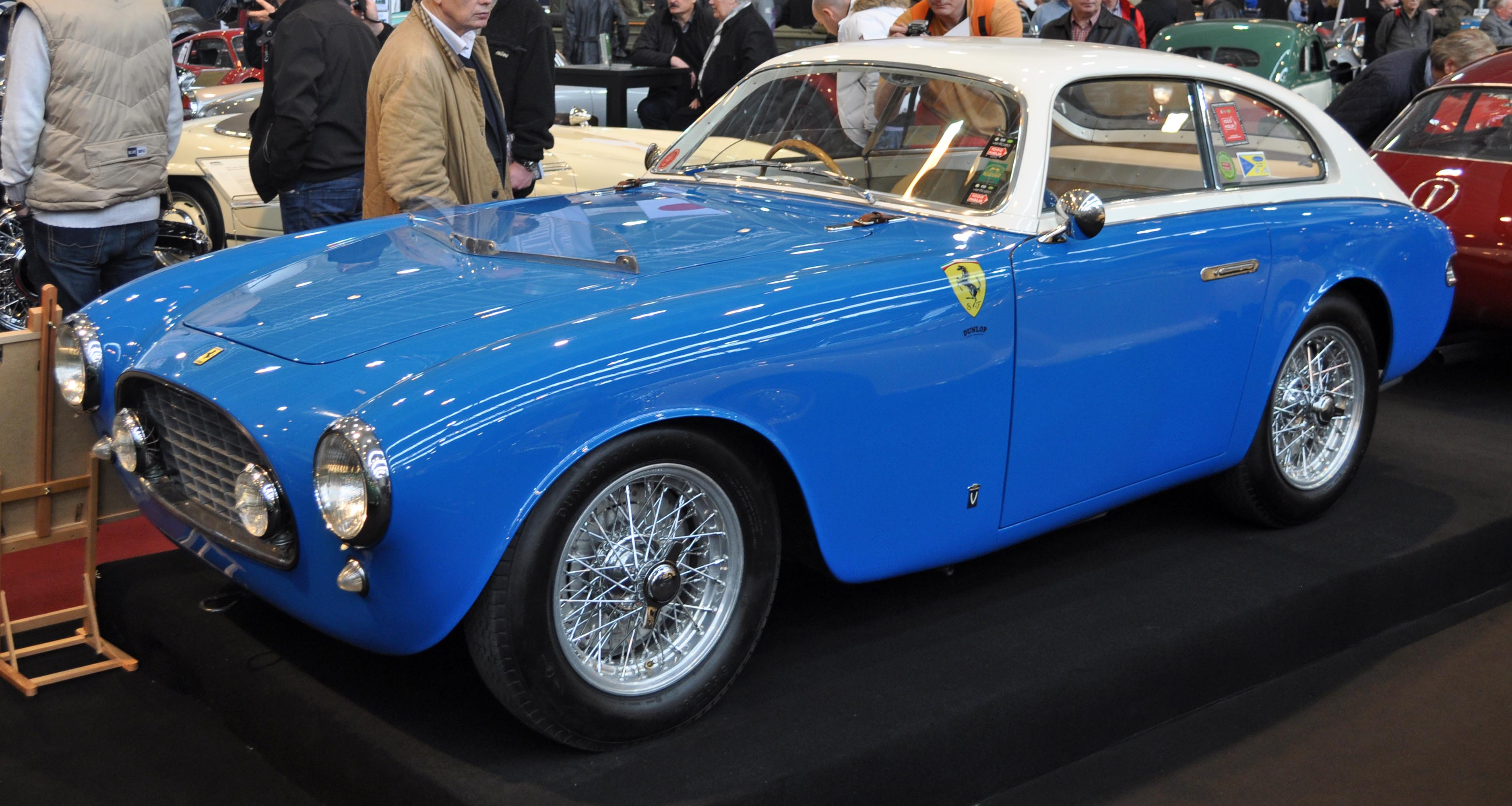
Ferrari 225 S

L'antenata fu la “225 S”, che fece il suo debutto nel 1952 al Giro di Sicilia. Furono costruiti due prototipi a due posti, una barchetta ed una coupé, entrambe di Vignale. Sette delle 225 S furono iscritte alla Mille Miglia, ma eclissate dal più grande propulsore della 250 S. Sebbene non fosse della serie 250, la 225 S ebbe il primato di essere la prima Ferrari a calcare il tracciato del Autodromo di Imola, quando fu testata la prima volta. 

### La 250 S (1952)

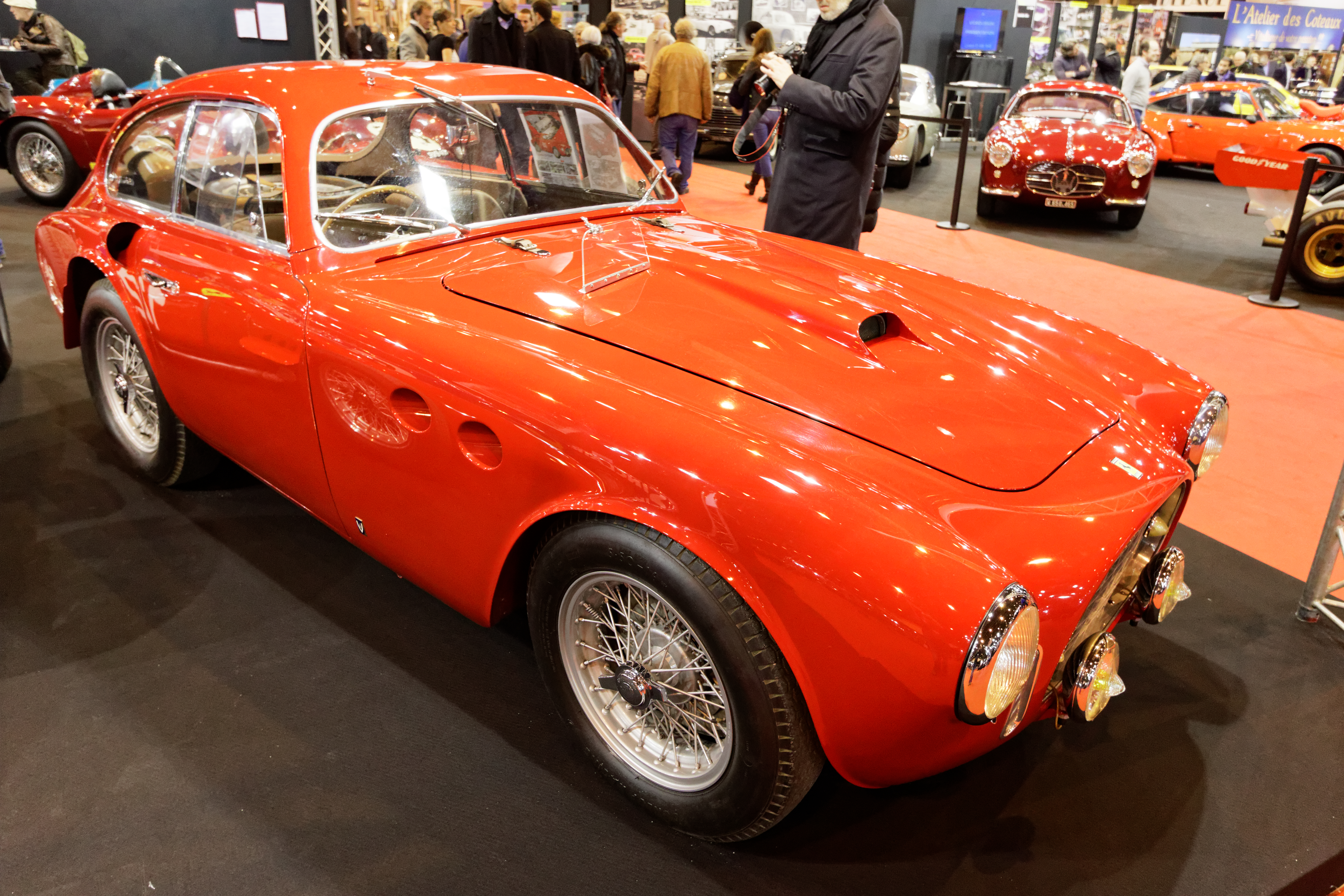
Ferrari 250 S

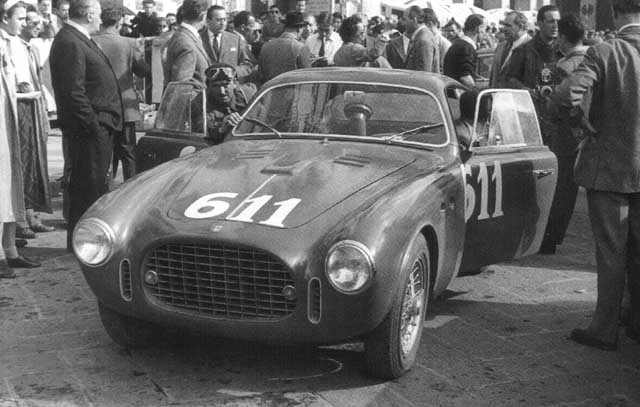
250 S alla MM del 1952

La prima della serie 250, fu il prototipo sperimentale ed unico esemplare “250 S berlinetta”, introdotto nel 1952 alla Mille Miglia: memorabile l’impresa di Bracco, sul Passo della Futa, che gli permise di aggiudicarsi la vittoria della corsa, ma anche il giro più veloce di Ascari a Le Mans nello stesso anno. Per la corsa MM, il nuovo modello fu affidato ai piloti Giovanni Bracco e Alfonso Rolfo, e fu testato duramente dalle Mercedes-Benz 300SL, guidate da Rudolf Caracciola, Hermann Lang e Karl Kling. Il piccolo motore da 230 CV era infatti in difficoltà sui rettilinei, ma recuperava sulle colline e nelle curve, e alla fine vinse la competizione. La stessa vettura partecipò alla 24 Ore di Le Mans ed alla Carrera Panamericana; aveva un passo di 2250 mm ed usava un telaio tubolare di tipo “a tuboscocca”. Le sospensioni anteriori erano indipendenti, con quadrilateri trasversali, balestra trasversale inferiore e ammortizzatori idraulici, mentre quelle posteriori erano a ponte rigido, balestre semiellittiche longitudinali e ammortizzatori idraulici. Montava freni a tamburo e aveva uno sterzo a vite senza fine. Il motore con lubrificazione a carter umido, usava tre carburatori tipo Weber 36DCF. Il cambio era manuale a cinque rapporti. 
I continui miglioramenti derivati dalle esperienze fatte nelle competizioni sportive, portano alla nascita della 250 MM.

### La 250 MM (1953)

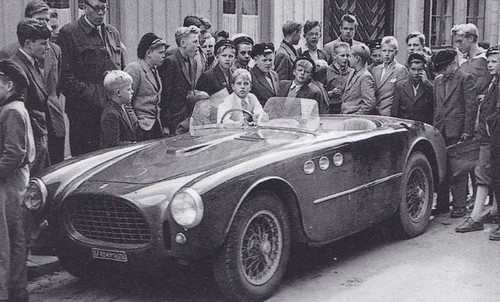
Ferrari 250 MM

Sull'onda del successo della 250 S alla Mille Miglia, la Ferrari presentò al Salone dell'automobile di Parigi del 1952 un telaio più convenzionale per la nuova versione della 250. La carrozzeria era opera di Pininfarina, ed il modello fu chiamato “250 MM”; era una barchetta, e fu lanciata in versione completa al Salone dell'automobile di Ginevra del 1953. Questa vettura era allineata agli standard stilistici dell'epoca, ma possedeva dei segni distintivi che la caratterizzavano, come una piccola griglia montata sul frontale, una coda compatta ed un grande lunotto panoramico. Fu anche prodotta una versione disegnata da Giovanni Michelotti e allestita da Vignale, con fari anteriori incassati e prese d'aria laterali, che diventarono una costante caratteristica nelle future Ferrari degli anni cinquanta e sessanta.
Il passo era più lungo rispetto a quello della 250 S, più precisamente di 2400 mm, con la berlina più pesante di 50 kg della barchetta. Quest'ultima aveva un telaio convenzionale che pesava 850 kg. Il motore V12 da 240 CV e la trasmissione non ebbero però successo, il primo fu presto abbandonato per le vetture di serie e la seconda in un'occasione perse un ingranaggio.
Come la 250 S, anche la 250 MM fu un'auto da competizione; debuttò al Giro di Sicilia con il pilota privato Paolo Marzotto. Il motore V12 installato sulla 250 MM fu sostituito nel 1953 dal quattro cilindri montato sulle 625 TF e 735 S.

### La 250 Monza (1954)

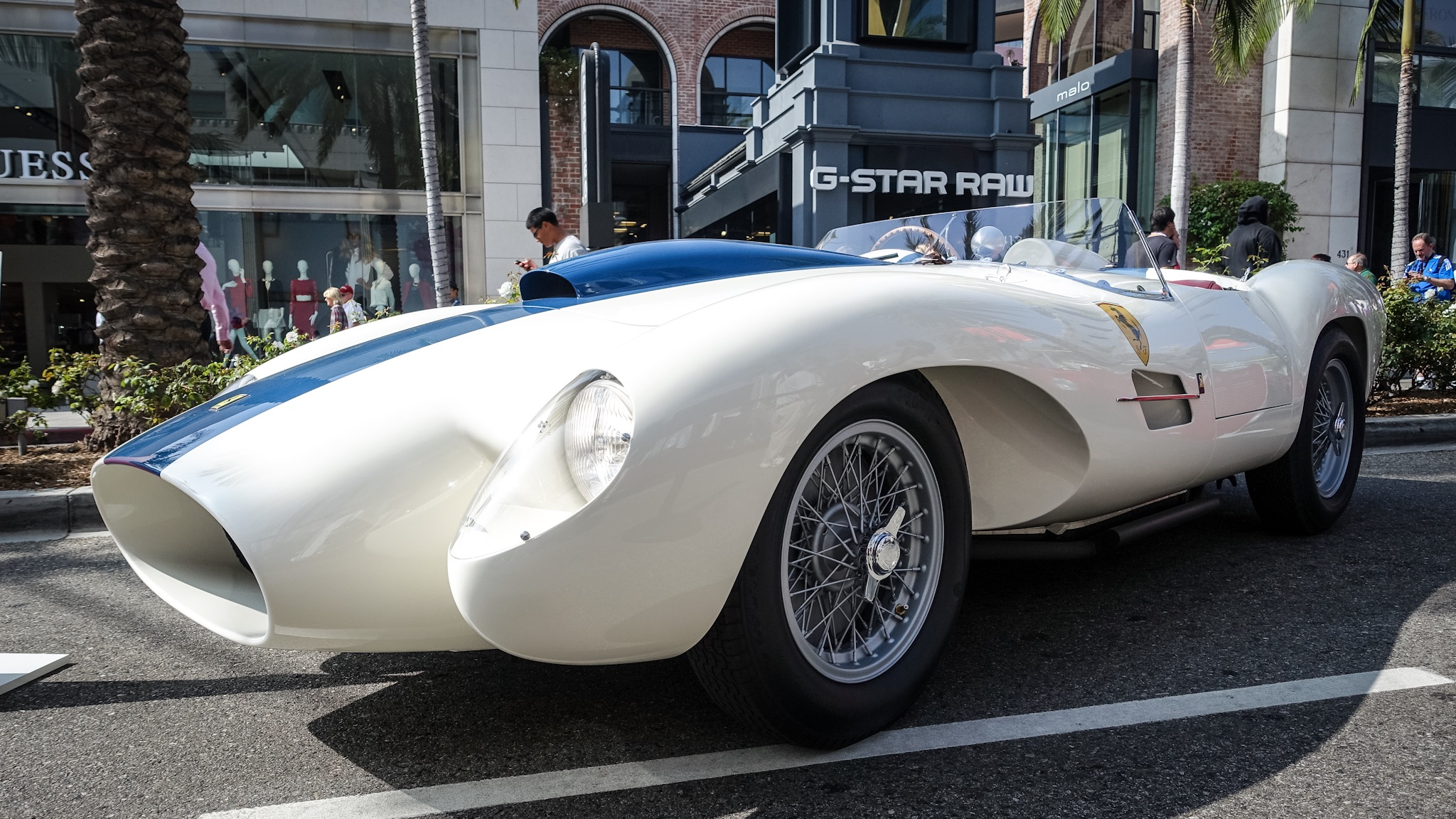
Ferrari 250 Monza

La “250 Monza” del 1954 fu un ibrido tra la leggera quattro cilindri 750 Monza e la serie 250. Questo modello usava il motore delle 250 su un telaio con il passo corto della 750 Monza. I primi due esemplari si ispirarono alla 750 Monza, cioè una barchetta di Pininfarina, ed alla 500 Mondial, che era un esemplare unico. Gli altri due esemplari della serie furono costruiti dalla Carrozzeria Scaglietti. A causa dei molti concorrenti che si avvicendarono dal 1954, le 250 Monza non conseguì risultati di rilievo nelle competizioni, e l'unione tra i ritrovati tecnici della serie "Monza" e il motore delle 250 non ebbe seguito.

### La 250 Testa Rossa (1957)

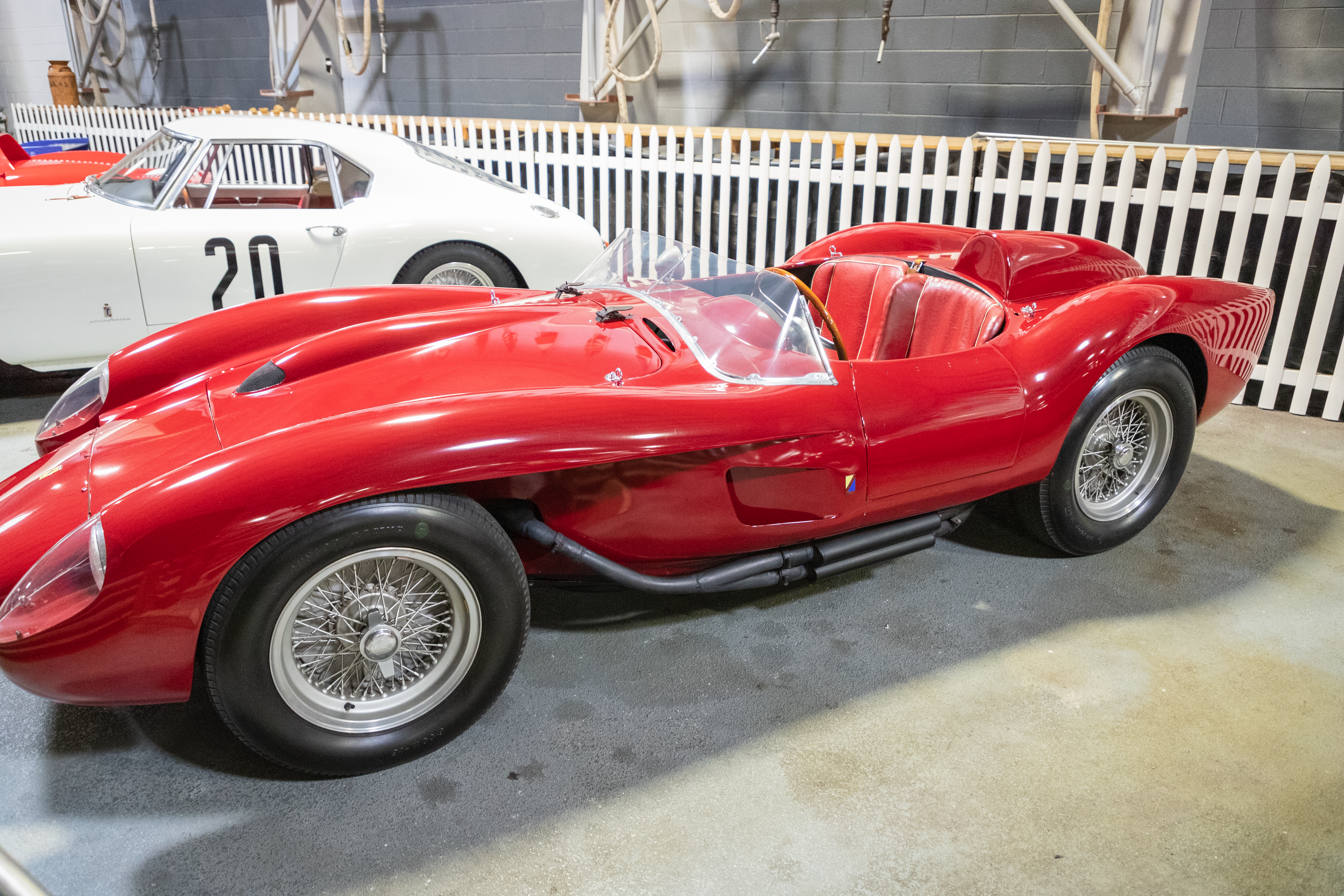
Ferrari 250 TR

La “250 TR” fu una delle vettura da competizione di maggiore successo della Ferrari, nella storia della casa automobilistica, con tre vittorie alla 24 Ore di Le Mans, quattro alla 12 Ore di Sebring e due alla 1000 km di Buenos Aires. Prodotta tra il 1957 e il 1961, montava il “nuovo” motore V12 da 3 litri, con coprivalvole di color rosso, da cui il nome Testa Rossa (o TR) e con potenza di 300 CV.

### La 250 GTO (1962)
È stata forse la più famosa della serie 250, e fu lanciata nel 1962. Poi, una versione radicalmente rivista, denominata “250 GTO/64”, fu lanciata nel 1964, e ne furono prodotti 39 esemplari.

### La 250 P (1963)

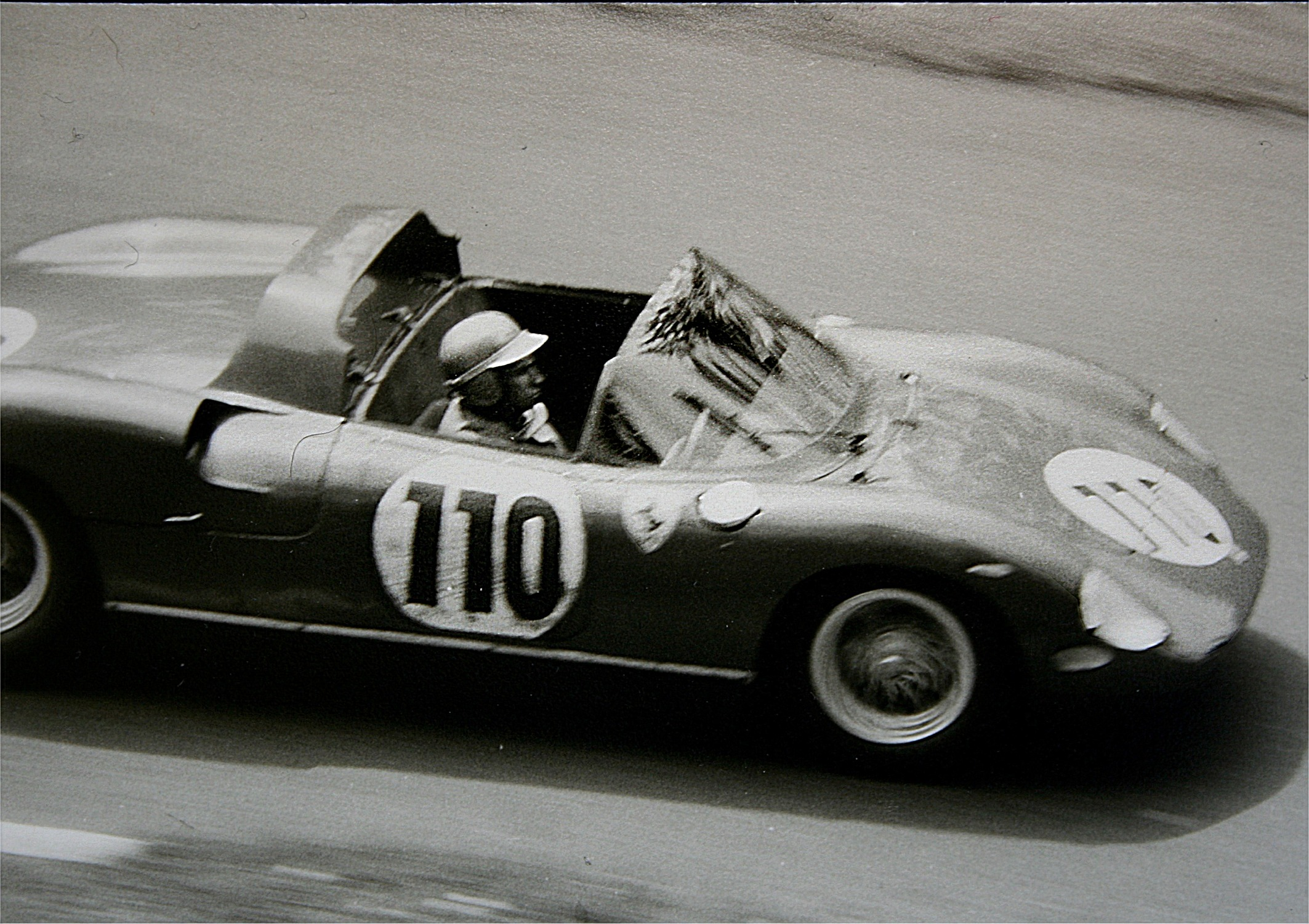
1963 al Nürburgring

La “250 P” era una vettura prototipo da competizione prodotta nel 1963 per partecipare alle varie gare e competizioni dell'epoca (tipo il Challenge mondiale endurance ) e alla nuova categoria regolamentata ufficialmente dalla Commissione Sportiva Internazionale, che più avanti venne “tradotta” in vari modi, tra cui il campionato sportprototipi. Il motore derivava da quello installato sulla Testa Rossa ed era montato centralmente con la tipica trazione posteriore.

### La 250 LM (1963)
La vettura con motore centrale “250 LM” (“LM” stava per “Le Mans”) somigliava nei più piccoli dettagli al prototipo da gara, ma l'intenzione era di produrre una GT. Discendeva dalla 250 P, e partecipò anche alla 24 Ore di Le Mans del 1963. Fu carrozzata da Pininfarina. La Ferrari non riuscì a costruire i 100 esemplari richiesti dal regolamento, fabbricandone solamente 32, con il risultato che dovette avvenire il ritiro dalla partecipazione alla classe GT per la stagione 1965, permettendo così alla AC Cobra di dominare la competizione in quel anno.

## I modelli stradali e GT
Il progetto delle 250 da Gran Turismo fu estremamente di successo nelle corse automobilistiche. Furono costruite varie tipologie di vetture, sia per le competizioni, che per le versioni da strada. 

### La 250 Europa (1953)

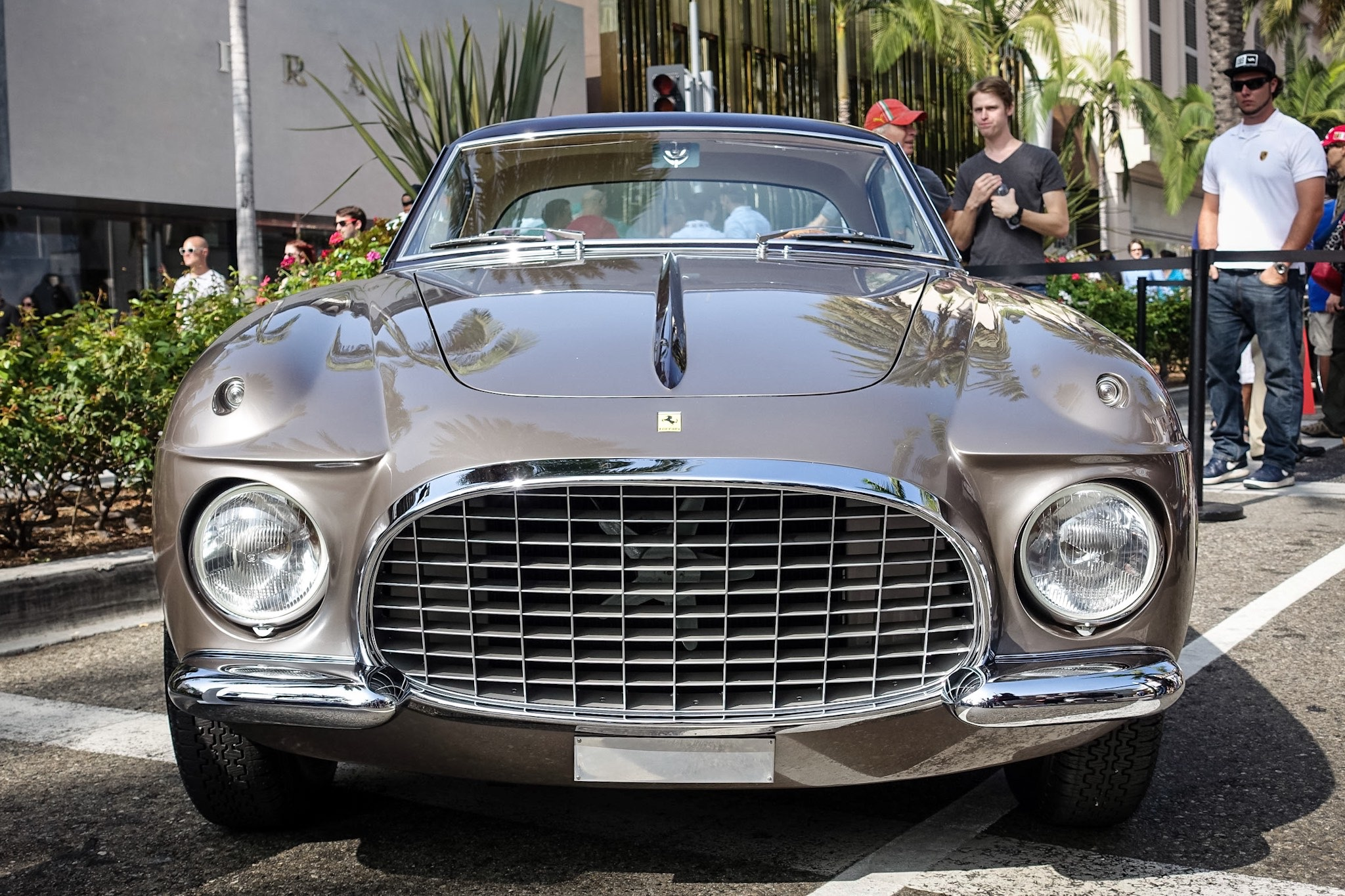
250 Europa Vignale 1953

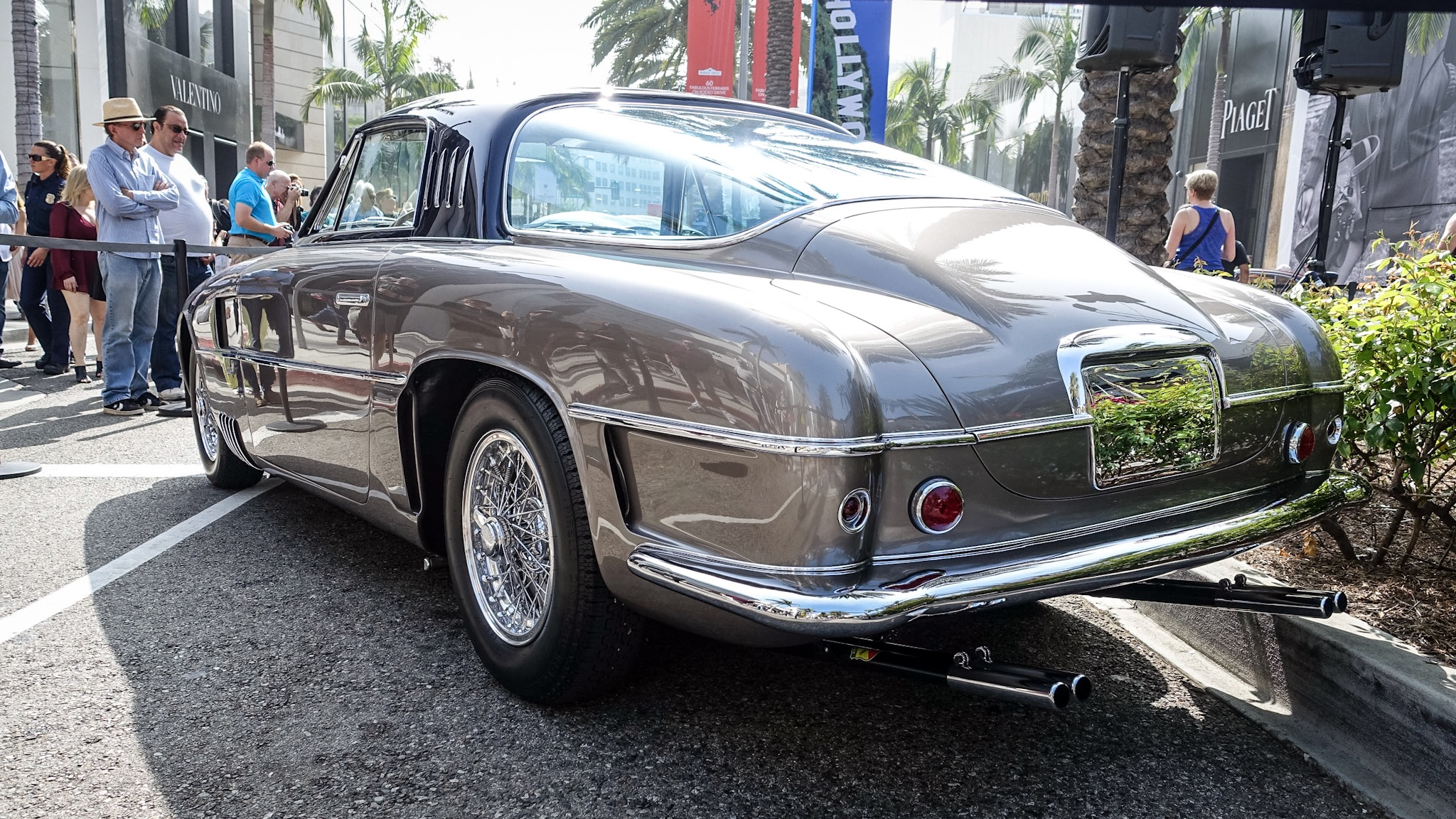
250 Europa Vignale 1953

Inizialmente il progetto fu affidato a Vignale sulla base della Ferrari 340 Mexico, e fu introdotta al Salone dell'automobile di Parigi nel 1953 come auto coupé stradale. Era esteticamente differente rispetto agli altri modelli: fu l'unica vettura della serie “250” ad usare il propulsore V12 da 2953 cc progettato per la Formula 1 da Aurelio Lampredi, detto a “bancata lunga”, montato appunto su un telaio a passo lungo di 2800 mm, con un corpo vettura ispirato alla Ferrari 375 America. Tuttavia, le differenze sostanziali erano davvero minime: il telaio leggermente modificato, motore con l'alesaggio ridotto (fu il primo motore "quadro" della storia Ferrari, cioè il primo propulsore con alesaggio e corsa di misura identica, più precisamente di 68 mm x68 mm) e le teste di tipo 101 anziché 102. Il motore era progettato dall'ing. Aurelio Lampredi, esperto progettista di motori da corsa (erano suoi i 4 cilindri Ferrari per le corse USA), che trasportò molte prelibatezze su questo motore, una fra tutte le canne dei cilindri avvitate nella testa, in modo da evitare la guarnizione e poter avere (per l'epoca) un alto rapporto di compressione di 8,5:1. La potenza arrivava a 220 CV dalla 0299 fino alla 0309EU, poi ridotta a 200 CV per gli esemplari successivi. 

### La 250 Europa "GT" (1954)

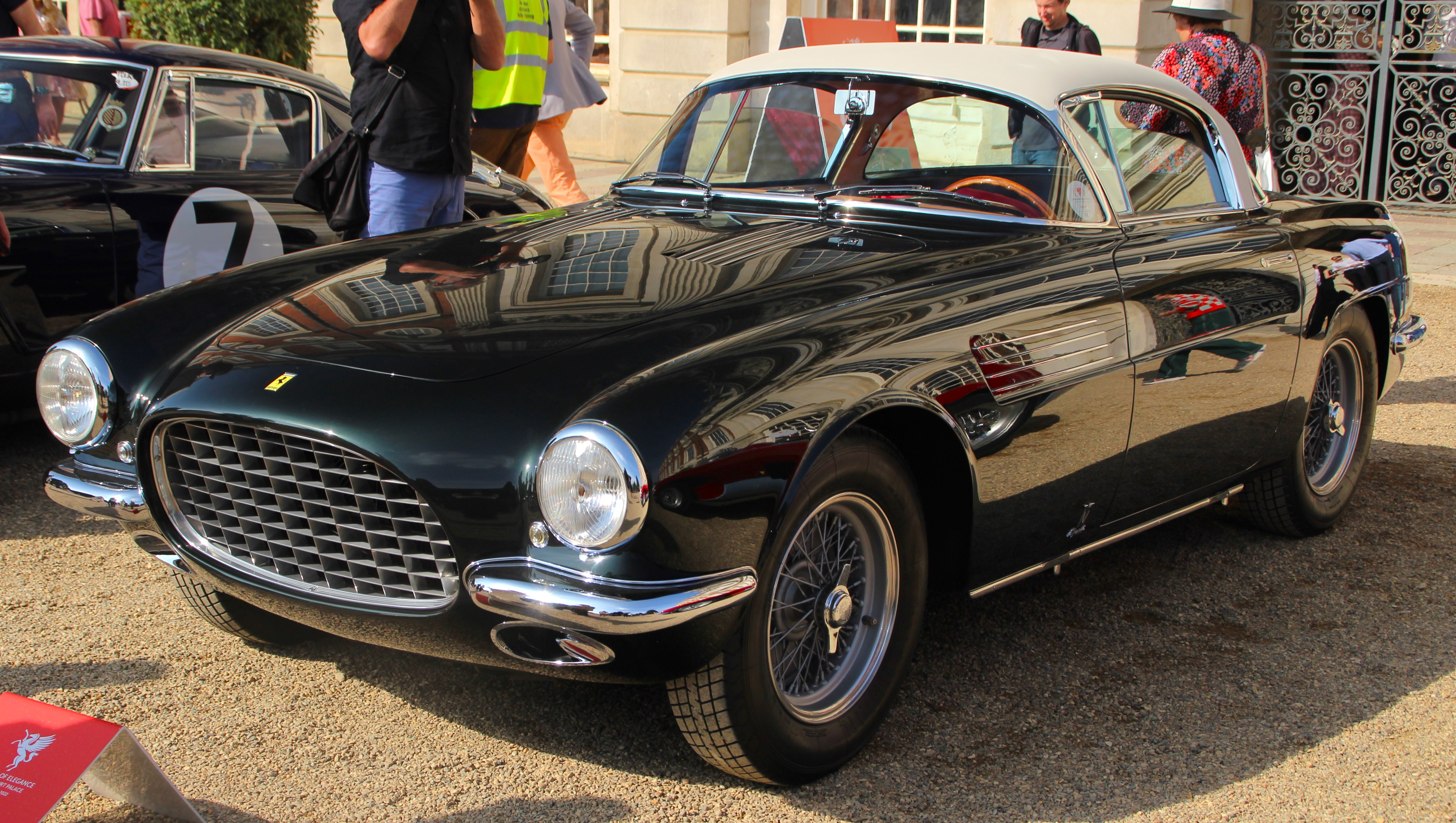
250 Europa GT Coupe Vignale 1954

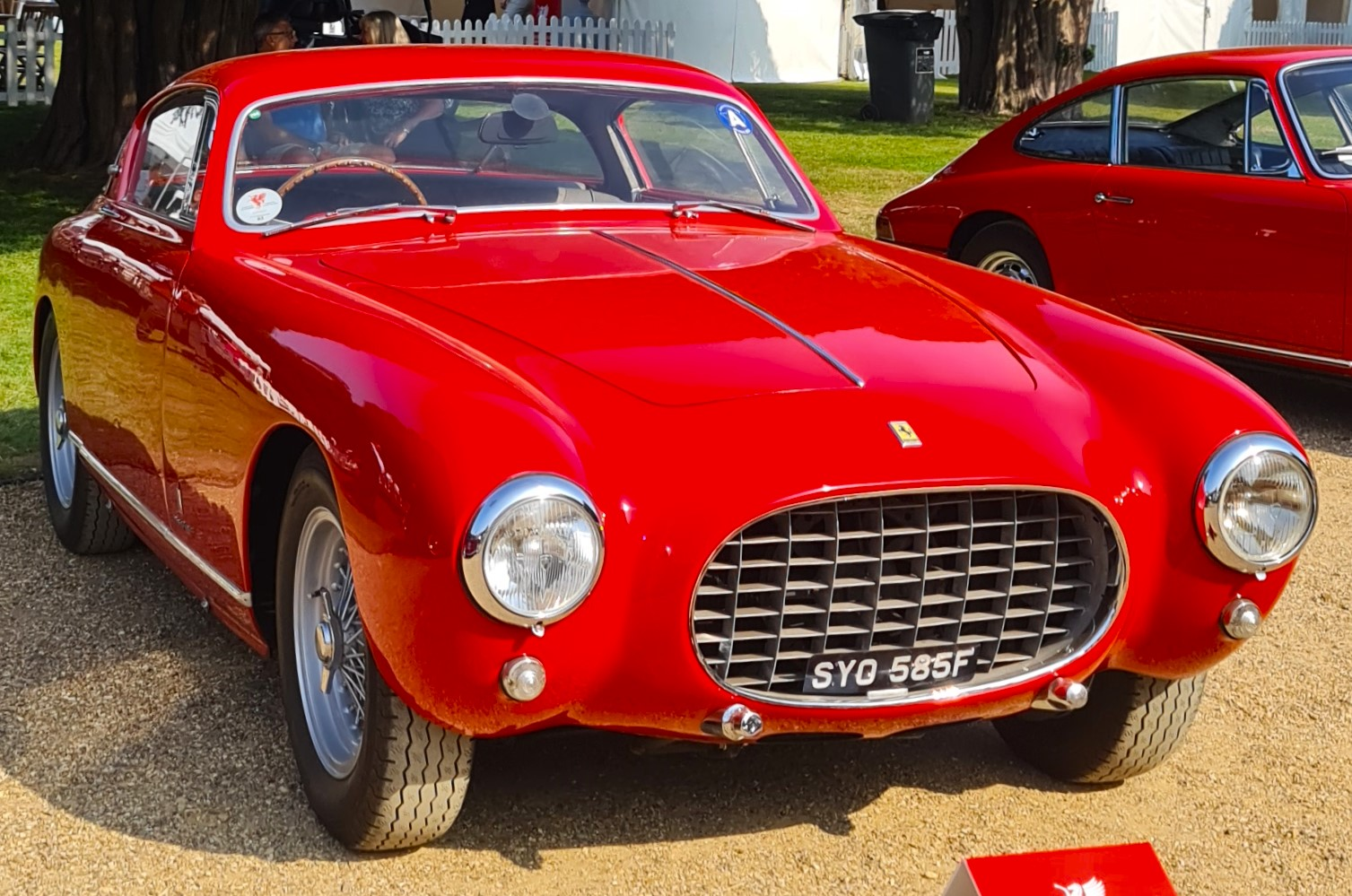
250 Europa GT Pininfarina 1954

Dal 1954, molti esemplari furono costruiti sul disegno di Pininfarina. Inoltre, la 250 Europa diventa “250 Europa GT”, per distinguerla dalla 1a serie, ed anche questa fu presentata al Salone dell'automobile di Parigi. La sobria coupé di Pininfarina, fu solo la prima di molti modelli successivamente prodotti di 250 GT, con la produzione fino al 1956.  
La 250 Europa GT montava il motore di tipo “corto” (a bancata corta, quello di Colombo, con lubrificazione a carter umido, alimentato da tre carburatori tipo Weber 36DC-Z3, che erogava 220 CV di potenza) su un telaio convenzionale che aveva ora un passo corto di 2600 mm. A livello estetico, riprendendo lo stile della “250 Europa” di Vignale, Pininfarina aggiunse delle prese d'aria sul avantreno, che divennero uno standard per molte “250 GT” che seguirono. Sia Pininfarina che Vignale lavorarono alla carrozzeria, con 18 esemplari prodotti: di cui 15 di Pinin Farina (allora, ancora con il nome staccato), 14 coupé e 1 spider, più 3 coupé di Vignale (le prime). 

### La 250 GT Coupé (1954)
Prima serie

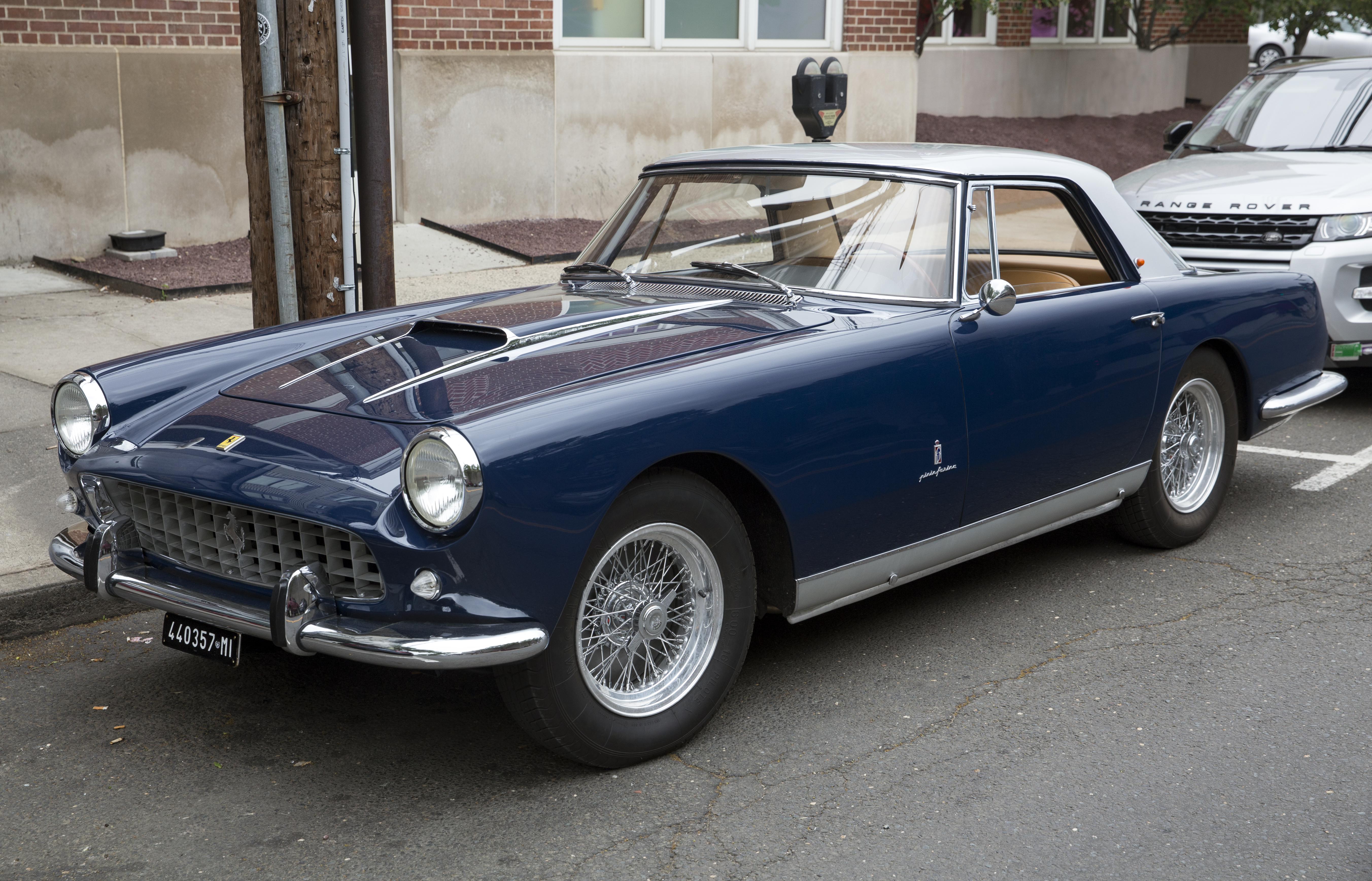
250 GT Coupé Pini Farina 1959

È è stata presentata al Salone dell'automobile di Parigi nel 1954. Ne furono costruiti un'ottantina di esemplari in poco più di un anno, e fu il primo passo della Ferrari di costruire autovetture per la normale clientela. Derivava dalla 250 Europa, e ci fu la ricomparsa del motore montato sulla 125 S alimentato con gli abituali tre carburatori di marca Weber e di modello 36 DCZ.
Seconda serie

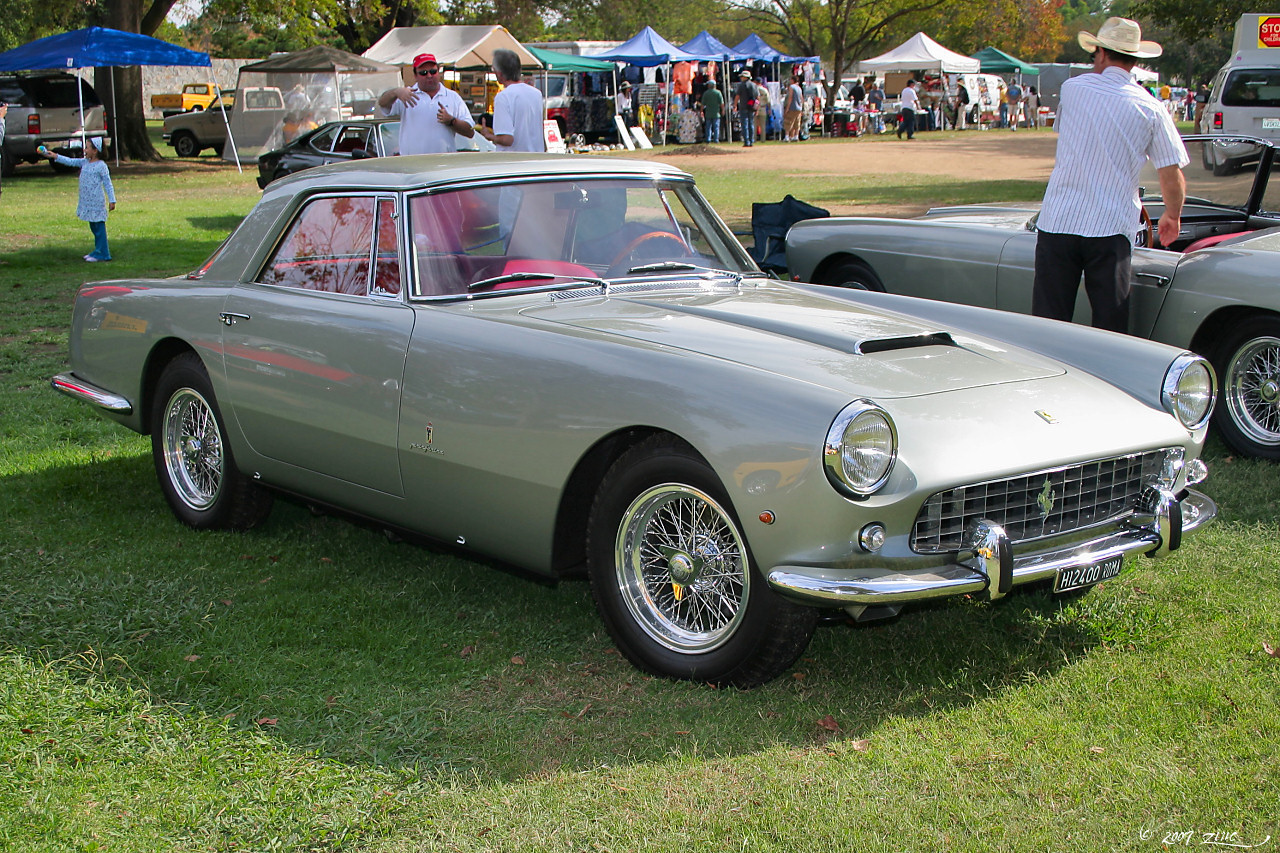
Ferrari 250 GT Coupé seconda serie

Con l'intenzione di produrre auto di serie per stabilizzare le finanze della compagnia, Enzo Ferrari chiese a Pininfarina di progettare una 250 GT coupé semplice e classica. Il risultato fu presentato a Milano nel 1958, e comprendeva 335 esemplari quasi identici costruiti fino al 1960. Tra gli acquirenti ci fu il principe Bertil di Svezia.
Questa GT non aveva le prese d'aria laterali, a favore di una linea più pulita. Aveva una carrozzeria a tre volumi con un lunotto panoramico. La griglia ovale anteriore fu sostituita da una più stretta con fari sporgenti. Aveva ammortizzatori telescopici, in sostituzione di quelli Houdaille delle 250 precedenti. I freni a disco furono introdotti nel 1960. La “250 GT Coupe Pininfarina” finale aveva in comune con la Ferrari 340 America la coda, e fu presentata nel 1961 al Salone dell'automobile di Londra.
Boano - Ellena

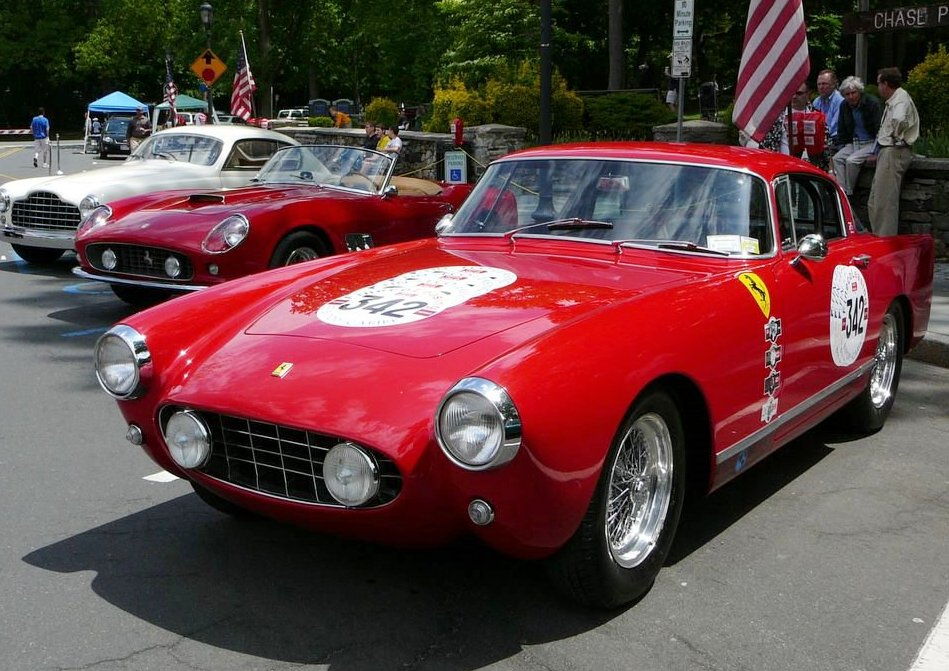
Una 250 GT Boano del 1959 (in primo piano) e una California Spider del 1958 (in secondo piano)

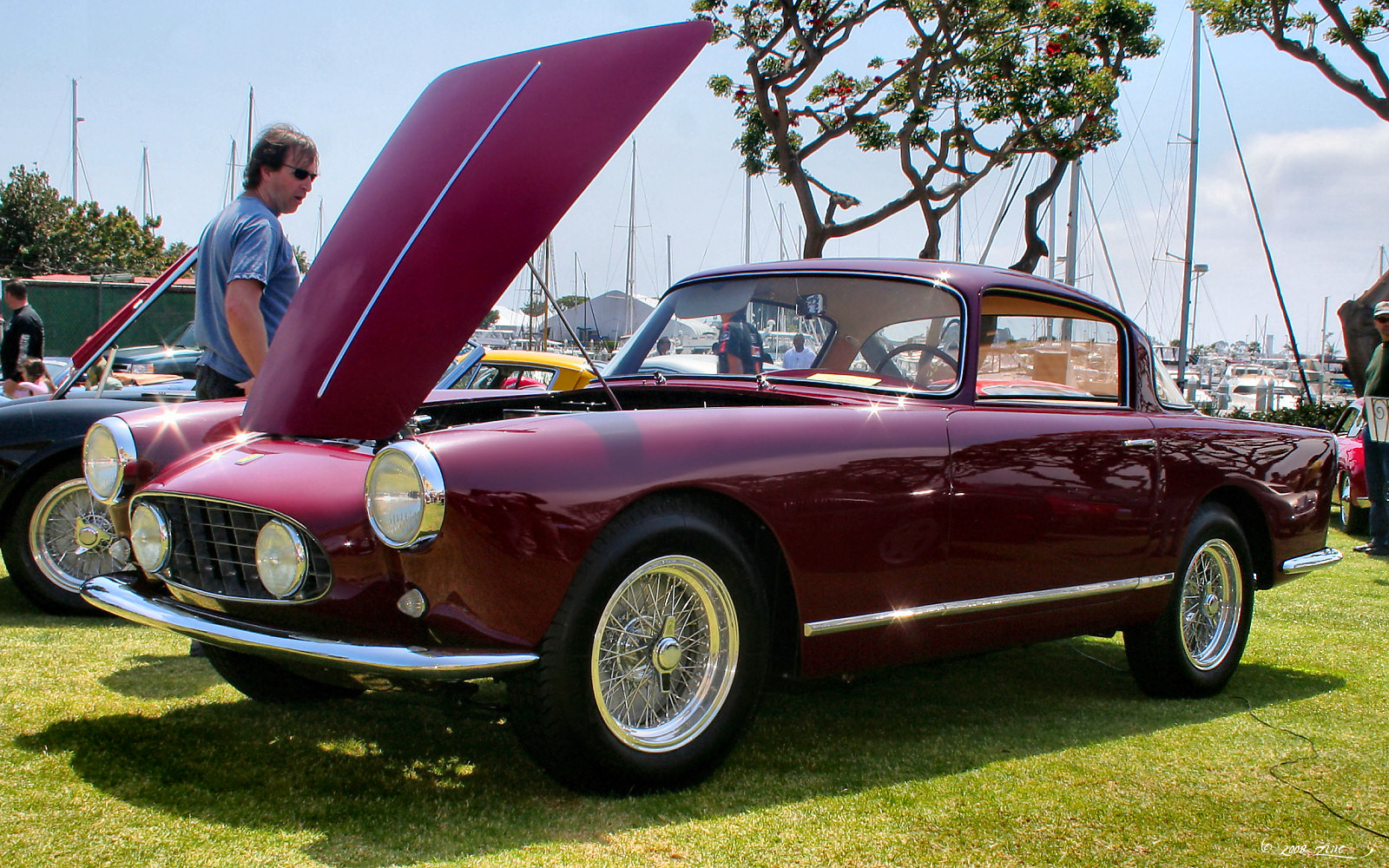
250 GT Coupè Ellena

Un tempo presentati il prototipo coupé basato sulla serie 250 e la sua versione definitiva, rispettivamente al Salone dell'automobile di Ginevra del 1954 e del 1956, la Pininfarina si trovò nella condizione di non poter provvedere alla produzione del modello a causa dei lavori per il trasferimento della sede dal vecchio stabilimento di corso Trapani alla nuova struttura di Grugliasco. Dopo aver costruito i primi 8 esemplari, quindi, affidò la produzione alla carrozzeria di Felice Mario Boano, il quale apportò lievi modifiche alla linea di fiancata e realizzò 80 esemplari della "250 GT Coupé" che in questo allestimento presero la denominazione “250 GT Coupé Boano”. Viene ricordata dagli esperti come la prima Ferrari prodotta in serie. Quando Boano decise di accettare la direzione del centro stile FIAT, il suo posto in azienda venne preso dal genero Ezio Ellena e dal socio Luciano Pollo. La Carrozzeria Ellena rivisitò il modello alzando il padiglione e rimuovendo i deflettori dalle portiere, e ne costruì altri 54 esemplari denominati “250 GT Coupé Ellena”. Come gli allestimenti Pininfarina, anche le GT Boano ed Ellena utilizzano l'autotelaio a struttura tubolare della coeva "250 Berlinetta" da competizione, con passo allungato da 240 a 260 mm ed il motore depotenziato da 260 a 240 CV.
Di tutti gli esemplari costruiti solo una era convertibile. Questo esemplare, con numero telaio 0461 GT, fu venduta a un collezionista, Bob Lee, al Salone dell'automobile di New York del 1956. Sotto la supervisione di Enzo Ferrari, Lee acquistò il modello a 9.500 dollari. Lee la possiede ancora; è uno della Ferrari più vecchie ad essere in mano ai primi acquirenti.

### La 250 GT Berlinetta (1956)
"Tour de France"
Fu chiamata in questo modo per la competizione di 10 giorni chiamata Tour de France automobile, da non confondere con l'omonima corsa ciclistica. Un certo numero di 250 GT Berlinetta "Tour de France" fu destinata alle gare di categoria GT dal 1956 al 1959. Furono costruiti 84 esemplari della “Tour de France”. La fabbricazione fu affidata alla Carrozzeria Scaglietti, basata su un progetto di Pininfarina. La potenza del motore fu inizialmente di 240 hp, in seguito portata a 260.
Un esemplare unico di 250 GT Berlinetta "Tour de France" fu costruita nel 1959 per la 24 Ore di Le Mans. Questa vettura fu anche chiamata “250 GT Interim” ed aveva montato il telaio con passo corto, più precisamente di 2400 mm. La 250 GT Interim è oggi posseduta dal Lulu Wang
Passo corto (1959)

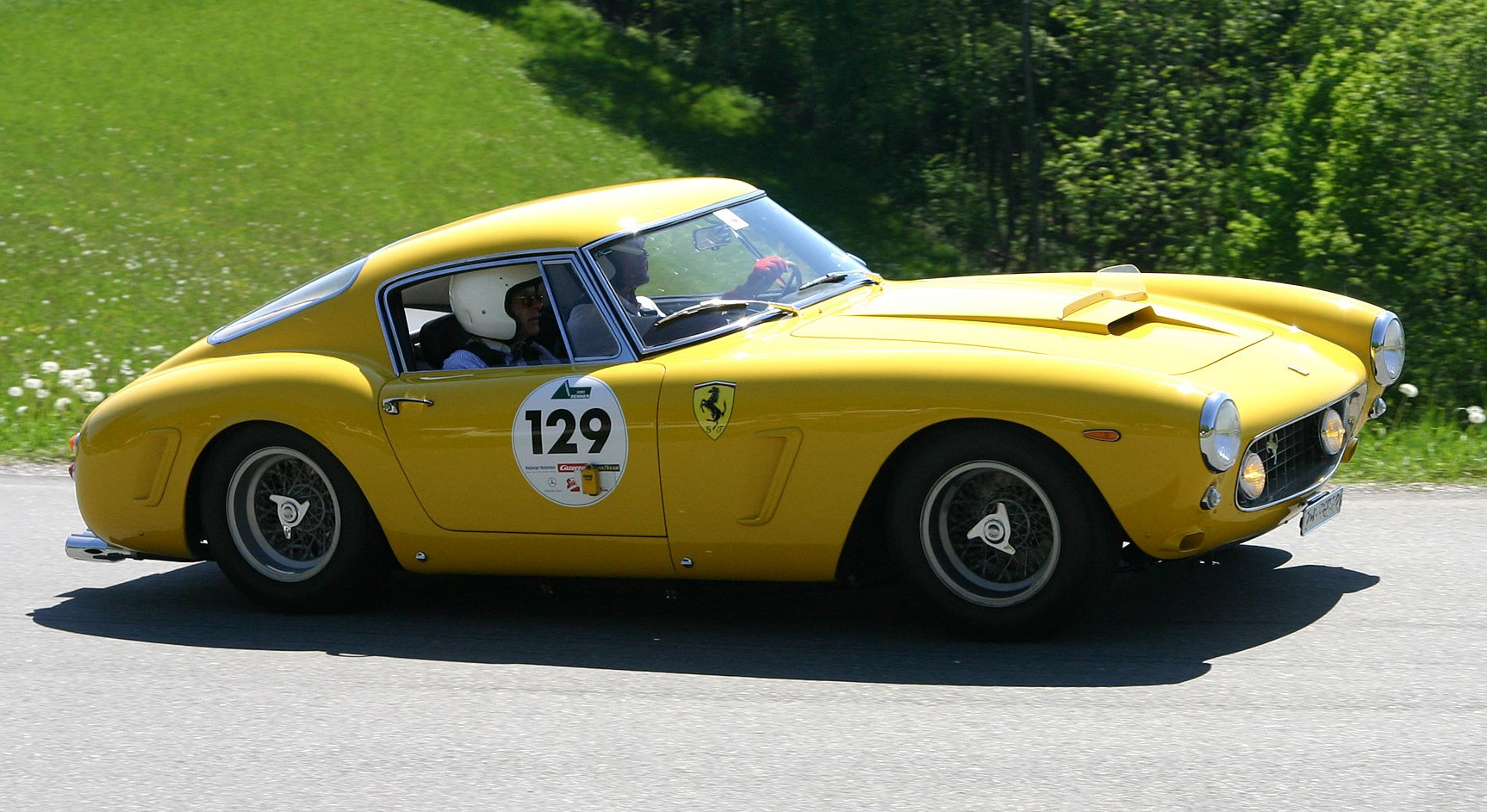
250 GT Berlinetta passo corto del 1961

Una delle più importanti auto da competizione tipo GT, fu la “250 GT Berlinetta passo corto”, che usava il telaio a passo corto, cioè da 2400 mm, per una migliore maneggevolezza. Nei 176 esemplari costruiti, furono usati per il corpo della vettura l'alluminio e l'acciaio, sia per le vetture stradali che per quelle da competizione. La potenza del motore era compresa tra i 240 hp e i 280 hp.
Lo sviluppo della “250 GT Berlinetta passo corto” fu affidato a Giotto Bizzarrini, Carlo Chiti, ed al giovane Mauro Forghieri, che progettarono più tardi la 250 GTO. I freni a disco furono i primi montati sulla serie GT, e la combinazione del basso peso, l'alta potenza e le ottime sospensioni la resero competitiva. Fu presentata al Salone dell'automobile di Parigi, e fu subito lanciata sul mercato e nelle competizioni. La “250 GT Berlinetta passo corto” vinse la classe GT del Campionato Costruttori nel 1961, e il periodico di automobili Motor Trend la piazzò al quinto posto nella classifica delle più grandi Ferrari di tutti i tempi, mentre la rivista Sports Car International nel 2004 la giudicò settima nella classifica delle migliori auto da competizione degli anni sessanta.

### La 250 GT Cabriolet Pininfarina (1957)
Prima serie

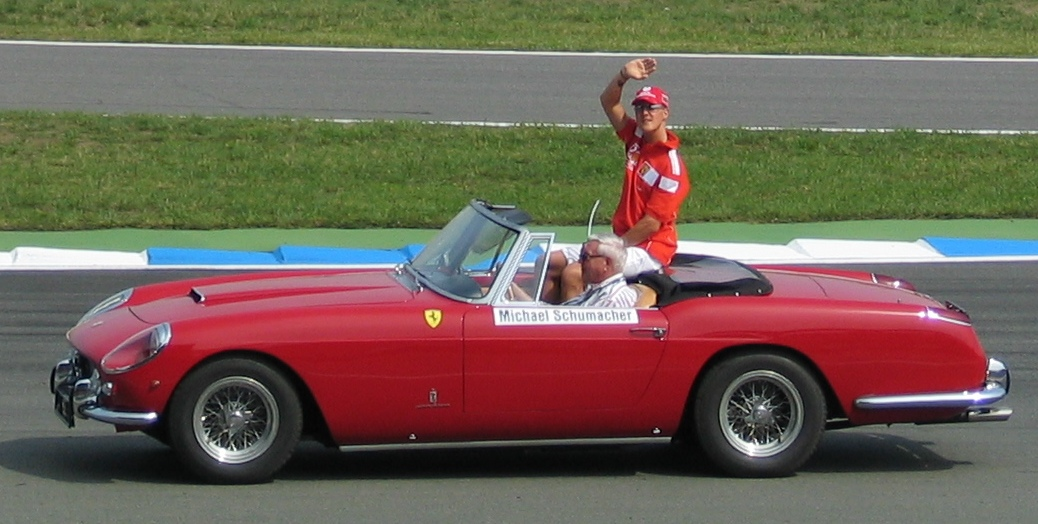
Michael Schumacher su una 250 GT Cabriolet

Presentata a Salone dell'automobile di Ginevra nel 1956, era una berlinetta cabriolet progettata da Pininfarina, che usava il passo lungo, cioè di 2600 mm.
Circa 200 esemplari furono prodotti prima della seconda serie, quest'ultima lanciata Salone dell'automobile di Parigi. Queste ultime vetture avevano parecchio in comune con la tipologia berlinetta.
Furono costruiti circa 240 esemplari tra le due serie.
Il periodico di automobili Motor Trend piazzò al nono posto la “250 GT Cabriolet e Coupe” prima serie nella sua lista delle più grandi Ferrari di tutti i tempi.
Seconda serie (1958)
Dopo aver progettato la coupé, Pininfarina lavorò anche sulla “250 Cabriolet” per la produzione di serie. Introdotta al Salone dell'automobile di Parigi nel 1958, la GT cabriolet era simile alla coupé dell'anno precedente, inclusa la rimozione delle prese d'aria laterali. Furono prodotti 200 esemplari.

### La 250 GT California Spider (1957)
Passo lungo - LWB

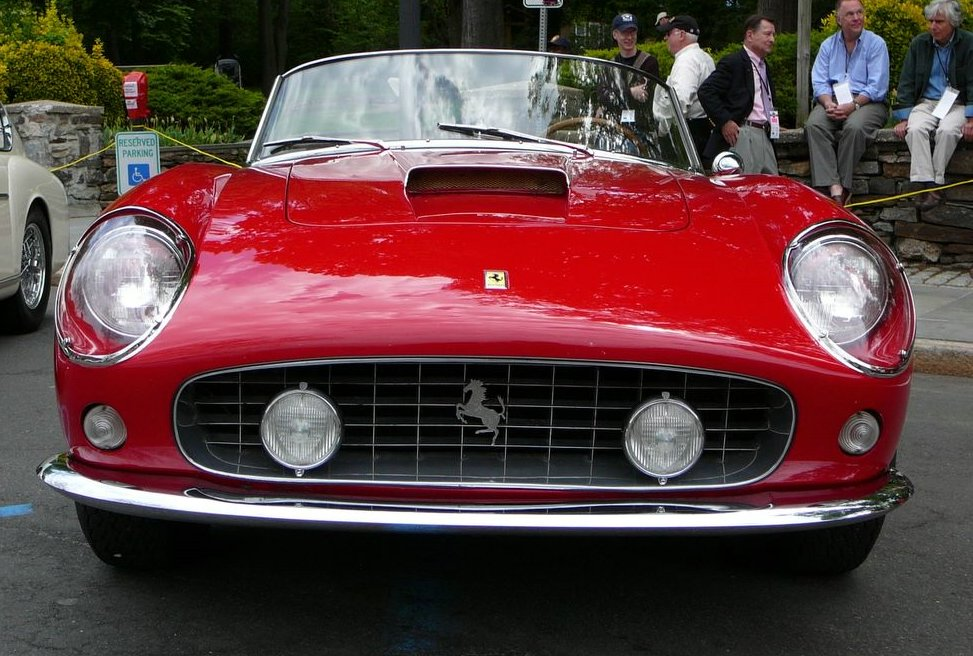
Una California Spyder passo corto del 1958

Progettata per essere esportata negli Stati Uniti d'America, la “250 GT California Spyder” del 1957 fu costruita dalla Carrozzeria Scaglietti. L'alluminio fu usato per il cofano, le portiere ed il portellone del bagagliaio; l'acciaio fu usato in altre parti, ma le vetture da competizione avevano molte più parti meccaniche in alluminio. Il motore fu lo stesso della “250 GT Berlinetta Tour de France”, con 240 hp di potenza. Usava il passo lungo di 2600 mm.
Furono costruiti 45 esemplari prima di essere sostituita dalla versione a passo corto nel 1960. Rimane un pezzo estremamente costoso per i collezionisti; per esempio un esemplare fu venduto il 18 agosto 2007 a Monterey in California a 4,9 milioni di dollari. Un altro esemplare è stato acquistato da un collezionista anonimo per 11 milioni di dollari.
Passo corto - SWB (1960)

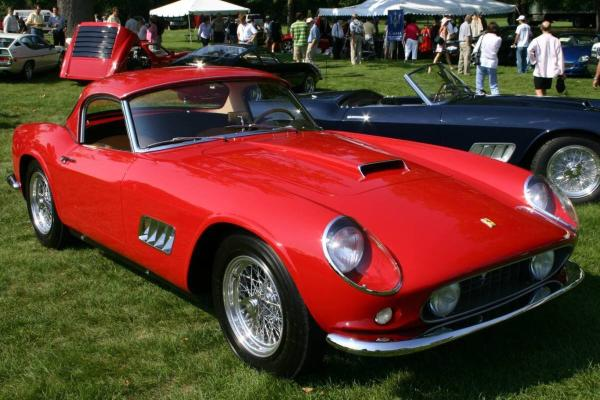
Una 250 GT California Spyder LWB del 1961

La Carrozzeria Scaglietti sostituì la “250 GT Spyder California passo lungo” con una a passo corto, presentandola al Salone dell'automobile di Ginevra nel 1960. Basata sulla “250 GT berlinetta passo lungo”, sulla vettura furono introdotti i freni a disco ed una nuova versione del motore V12 da 280 hp. Furono costruiti 55 esemplari.
Una copia in fibra di vetro basata su un esemplare del 1961, impostata su una MG, comparve nel film del 1986 “Una pazza giornata di vacanza”.
Il record del prezzo di vendita di una “250 GT Spyder California passo corto” fu battuto ad un'asta il 18 maggio 2008, quando esemplare nero del 1961 appartenuto a James Coburn, attore statunitense famoso per aver interpretato uno dei protagonisti de “I magnifici sette”, per un prezzo di 6,4 milioni di euro. L'acquirente fu Chris Evans, presentatore inglese.

### La 250 GT 2+2 (1960)

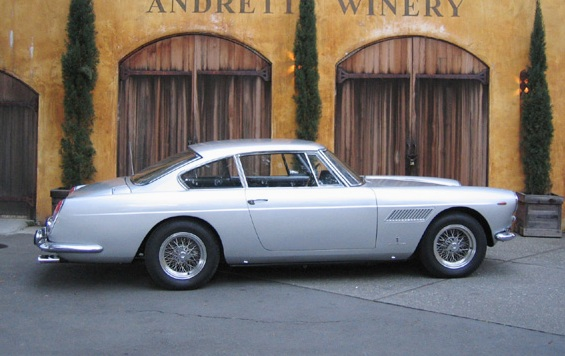
Una 250 GTE del 1963

Non fu presentata, come di consuetudine, a qualche salone dell'automobile, bensì fu fatta guidare da un direttore di gara della 24 Ore di Le Mans durante una edizione della celebre corsa.
Fu la prima Ferrari ad avere disponibili quattro comodi posti per i passeggeri, da qui l'appellativo 2+2 nella denominazione. Precedentemente erano già state realizzate delle Ferrari con quattro posti, ma quelli posteriori erano utilizzabili solamente da bambini, oppure da adulti per brevi tragitti, dato l'angusto spazio. Per ottenere ciò Pininfarina impostò il progetto basandosi sul telaio di 2600 mm di passo della 250 GT Coupé, ma allungando il corpo vettura di 300 mm. Allargò anche il modello di 60 mm e avanzò il motore di 200 mm, tutto per incrementare lo spazio abitacolo. Nonostante queste modifiche il peso si incrementò di soli 80 kg. Il risultato fu un modello con una linea elegante e all'avanguardia per l'aerodinamica.
La potenza del propulsore era di 240 hp.
La cospicua produzione di 250 GT diede un forte contributo alle finanze della Ferrari nei primi anni sessanta. Il prezzo di listino suggerito dal costruttore fu di 11.500 dollari.
Una 250GT fu usata nel film Il braccio sbagliato della legge, con Peter Sellers.
Una 250 GT/E fu usata anche nel film Poliziotto sprint del 1977 con Maurizio Merli, Angelo Infanti e Giancarlo Sbragia, un poliziesco che narrava la storia di un poliziotto (Merli) che cercava di catturare un bandito (Infanti) con l'aiuto del Maresciallo Tagliaferri (Sbragia) rifacendosi alla squadra speciale del Maresciallo Spatafora e alla sua Ferrari 250GT/E nera, ancora oggi esistente e spesso esibita dalla Polizia di Stato con la targa originale, benché l'auto sia poi finita in mano a privati.
Cinquanta esemplari furono dotati di un motore da 4 litri di cilindrata e furono rinominati 330 America. Avevano un propulsore di 3967 cm³, con l'alesaggio e la corsa che erano rispettivamente di 77 mm e 71 mm. Questo propulsore erogava una potenza di 300 CV. La maggior potenza del motore consentì l'installazione di accessori come l'aria condizionata. I modelli però erano del tutto simili esteticamente alla 250 GT 2+2.

### La 250 GT Lusso (1962)

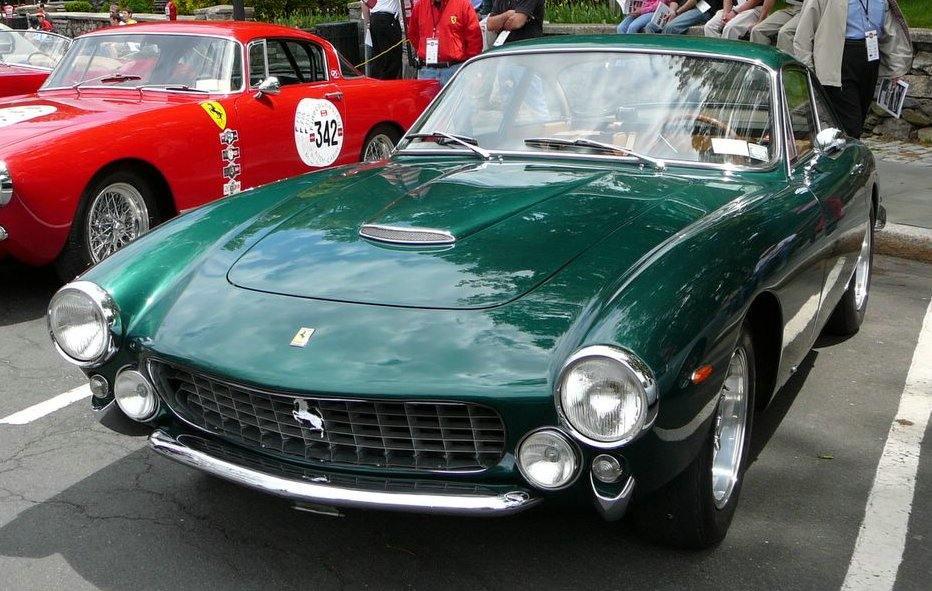
Una 250 GT Lusso Berlinetta del 1964

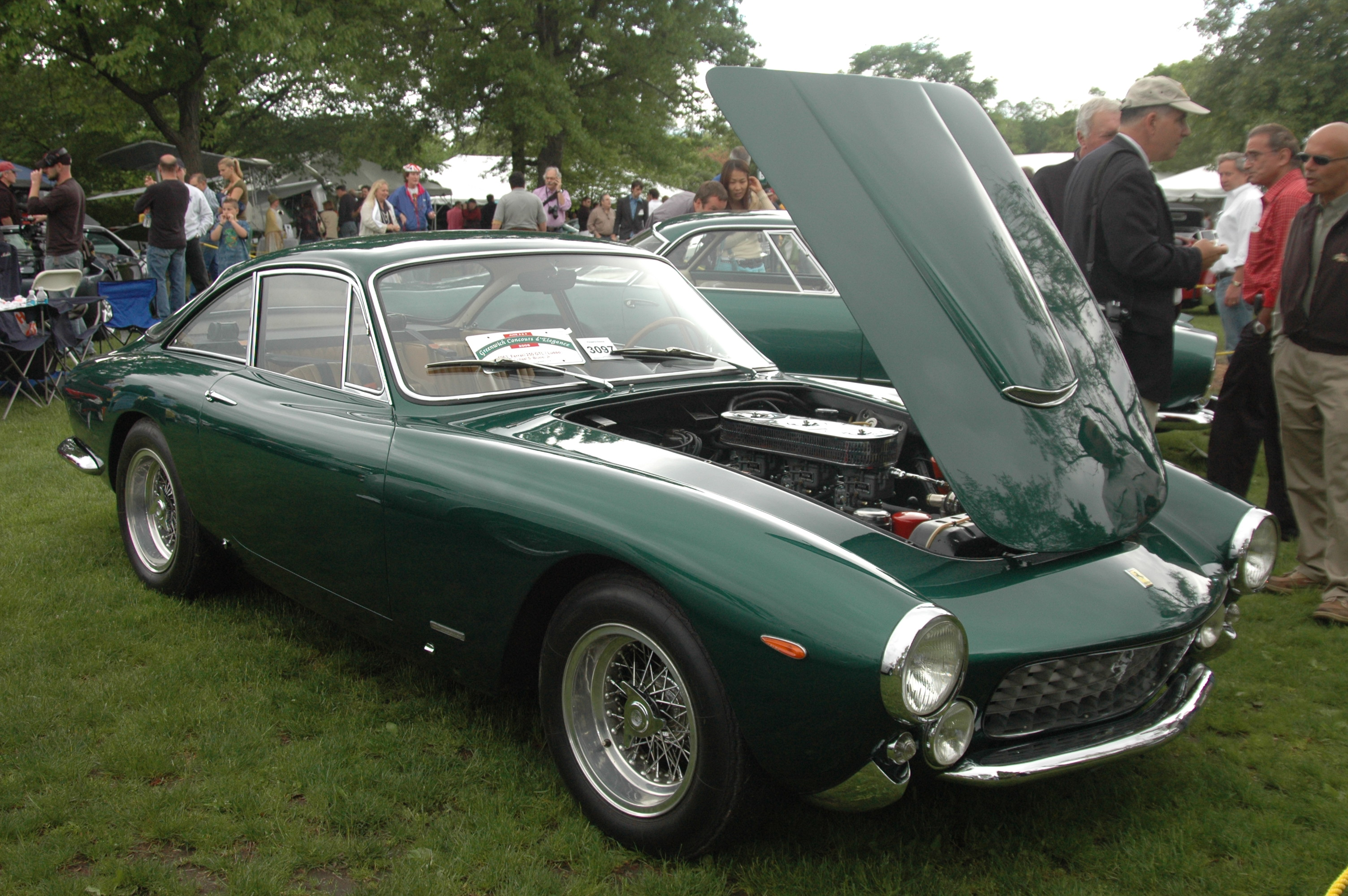
Una Ferrari 250 GTL o GT Lusso del 1963

Pininfarina aggiornò la 250 GT con la “GT Lusso” o “GTL”. Introdotta al Salone dell'automobile di Parigi del 1962, la vettura mostrava linee fluenti ed un aspetto che ricordava le GT degli anni sessanta. Il motore era il “tipo 168”, installato sulla Ferrari 250 GTO con tre carburatori Weber 36DCS, ed erogava una potenza di 250 hp.
La Carrozzeria Scaglietti lavorò sulla “GT Lusso” fino al 1964 apportando di volta in volta poche modifiche.
Eric Clapton ne possedeva una, e l'esemplare appartenuto a Steve McQueen fu battuto all'asta il 16 agosto 2007 per 2,3 milioni di dollari
Nel 2004 la rivista Sports Car International mise la “250 GT Lusso” al decimo posto tra le migliori vetture degli anni sessanta

## La Ferrari 250 nella storia della Lamborghini
Il costruttore di trattori Ferruccio Lamborghini possedette tre “Ferrari 250”, una “250 GT coupé”, una “250 berlinetta passo corto” di Scaglietti ed una “250 GT/E” di Pininfarina. Come testimoniato anche dallo storico collaudatore Valentino Balboni, Ferruccio Lamborghini amava "sgommare" con queste auto. Purtroppo tale comportamento aveva spesso portato alla rottura della frizione. Egli dovette più volte pagare la Ferrari per la sostituzione della frizione. Dopo l'ennesimo guasto, Lamborghini fece smontare la macchina da un suo meccanico e, con sua grande sorpresa, trovò che la macchina montava un cambio Borg Warner, lo stesso modello (anche se ovviamente con differenti rapporti) che montavano i trattori che produceva. Pertanto fece installare sull'auto una frizione più robusta (lo stesso modello utilizzato nei suoi trattori), e comunicò la modifica all'ingegner Enzo Ferrari, suggerendogli di adottarla sulle sue vetture. Quest'ultimo, piccato, gli rispose: "Lei non è altro che un contadino abituato a guidare trattori" e Lamborghini giurò che avrebbe costruito vetture migliori rispetto alle Ferrari. Da lì in poi Ferruccio Lamborghini creò da zero una nuova industria dedicata alla produzione di auto sportive, la Lamborghini Automobili di Sant'Agata Bolognese, con lo scopo di battere Ferrari sul suo stesso campo. La neonata Lamborghini crebbe in fretta sia dando fiducia a giovani come Paolo Stanzani o Gian Paolo Dallara sia assumendo ingegneri ex-Ferrari come Giotto Bizzarrini per sviluppare le sue auto.